# Kōsei Inoue
Pour les articles homonymes, voir Inoue.
Kōsei Inoue (井上 康生, Inoue Kōsei), né le 15 mai 1978 à Miyazaki, est un judoka japonais, considéré comme l'un des meilleurs de l'histoire récente.
Il remporte la médaille d'or aux Jeux olympiques de Sydney en 2000 dans la catégorie des moins de 100 kg. Il devient ensuite sélectionneur de l'équipe nationale du Japon.

## Biographie
Formé à l'Université de Tokai, Kōsei Inoue commence sa carrière de judoka dans la catégorie des moins de 100 kg. Son entraîneur est Yasuhiro Yamashita, ancien champion du monde et olympique. À 21 ans, il remporte les championnats du monde en 1999 ; il est alors favori pour les Jeux olympiques de Sydney en 2000. Il y remporte tous ses combats par ippon et devient champion olympique des « moins de 100 kg ».
Les années suivantes, il confirme son statut de grand champion en remportant les championnats du monde à Munich en 2001 et à Osaka en 2003. Il est alors favori pour les Jeux Olympiques de 2004 à Athènes dans la catégorie des moins de 100 kg. À la grande surprise des observateurs, Inoue perd contre Elco van der Geest en quart de finale, et termine 5e de la compétition. En 2005, il remporte la coupe Jigoro Kano, l'un des tournois les plus prestigieux dans le domaine du judo. La même année, il se blesse gravement à l'épaule et à la poitrine contre le biélorusse Jury Rybak, et interrompt sa carrière durant deux ans.
Il fait son retour à la compétition en 2007 dans la catégorie des plus de 100 kg et parvient à remporter le tournoi de Paris. La même année, il finit 5e des championnats du monde à Rio après avoir été défait par le Français Teddy Riner.
En 2008, lors des championnats du Japon, Kōsei Inoue perd contre Yohei Takai (en), ce qui lui coûte sa sélection pour les Jeux. Il décide alors d'interrompre sa carrière pour se consacrer au métier d'entraîneur. Le 1er novembre 2012, il devient sélectionneur de l'équipe nationale du Japon, son prédécesseur Shinohara ayant démissionné.

## Technique
Kōsei Inoue est un spécialiste des Ashi-Waza (techniques de jambes) et plus particulièrement Uchi-Mata, technique avec laquelle il a remporté la plupart de ses combats au cours de sa carrière. Mais il maîtrise également les Te-Waza et plus particulièrement Morote-Seoi-Nage.

## Palmarès

### Championnat du monde
- 2009 - Rio : 5e (Catégorie + 100 kg)
- 2003 - Osaka : 1er (Catégorie des - 100 kg)
- 2001 - Munich : 1er (Catégorie des - 100 kg)
- 1999 - Birmingham : 1er (Catégorie des - 100 kg)

### Jeux olympiques
- 2000 -  Jeux de Sydney : 1er (Catégorie des - 100 kg)

### Championnat d'Asie
- 1998 - Bangkok : 1er (Catégorie des - 100 kg)
- 2002 - Busan : 1er (Toutes catégories)

### Championnat du Japon
- 2000 - 1er (Catégorie des - 100 kg)
- 2001 - 1er (Catégorie des - 100 kg)
- 2002 - 1er (Toutes catégories)
- 2003 - 1er (Toutes catégories)
- 2007 - 1er (Toutes catégories)